# أروكاريا بيرامولية
أروكاريا بيرامولية (الاسم العلمي: Araucaria biramulata) هي نوع من النباتات يتبع جنس الأروكاريا من الفصيلة الأروكارية.